# رنه لدنت
رنه لدنت (انگلیسی: René Ledent; ۸ نوامبر ۱۹۰۷ – تاریخ مرگ نامعلوم) بازیکن فوتبال اهل بلژیک بود.
از باشگاه‌هایی که در آن بازی کرده‌است می‌توان به باشگاه فوتبال استاندارد لیژ اشاره کرد.
وی همچنین در تیم ملی فوتبال بلژیک بازی کرده‌است.